# Pierre Garçon
Pierre Garçon (* 8. srpna 1986, v Carmelu, stát New York) je hráč amerického fotbalu nastupující na pozici Wide receivera za tým Washington Redskins v National Football League. Byl draftován týmem Indianapolis Colts v roce 2008 v šestém kole Draftu NFL, předtím hrál univerzitní fotbal za University of Mount Union v Alliance (stát Ohio). Garçon je haitského původu.

## Univerzitní fotbal
Garçon absolvoval John I. Leonard High School v Greenacres na Floridě. Během studií se kromě amerického fotbalu věnoval také atletice a fotbalu. Univerzitní kariéru odstartoval na Norwich University ve vermontském Northfieldu. Jako nováček v roce 2004 odehrál deset utkání a zachytil v nich 44 přihrávek pro 1 017 yardů a 13 touchdownů. Protože žádal program více orientovaný na americký fotbal, přestoupil na University of Mount Union ze soutěže Ohio Athletic Conference. Zde zaznamenal v průměru 60 zachycených přihrávek, 1000 yardů a 15 touchdownů na sezónu. Mezitím dovedl Mount Union ke dvěma vítězstvím v řadě v Div III National Championships, ale třetí mu těsně uniklo. V roce 2005 byl zařazen do druhého výběr Ohio Athletic Conference, o rok později do prvního týmu a rovněž obdržel Ed Sherman Award pro nejlepšího receivera OAC. V roce 2007 obhájil jak pozici ve výběru OAC, tak Ed Sherman Award.

## Profesionální kariéra

### Draft NFL
Garçona draftovali Indianapolis Colts v roce 2008 v šestém kole jako 205. hráče celkově.

### Indianapolis Colts
Garçon debutoval v druhém týdnu sezóny 2008 proti Minnesotě Vikings. V celé sezóně nastoupil do čtrnácti utkání, ve kterých zachytil 4 přihrávky pro 23 yardů. Od sezóny 2009 byl náhradníkem za Reggieho Waynea, ale díky zranění Anthonyho Gonzaleze se posunuje na pozici startujícího hráče. Vynechá pouze dvě utkání s celé sezóny, připíše si 47 zachycených přihrávek pro 765 yardů a 4 touchdowny. Ve skvělých výkonech pokračuje i v sezónách 2010 a hlavně 2011, ve které se nikomu jinému v dresu Colts nedaří. Připíše si šestnáct startů (pokaždé jako startující hráč), 70 zachycených přihrávek pro 947 yardů a 6 touchdownů.

### Washington Redskins
Po vypršení kontraktu s Colts podepsal Garçon pětiletý lukrativní kontrakt na 42,5 milionu dolarů (20,5 milionu garantovaných) s týmem Washington Redskins. V prvním utkání sezóny 2012 si při vítězství nad New Orleans Saints 40:32 připisuje první touchdown v novém působišti. Přestože kvůli zranění nohy není schopen odehrát některé zápasy v druhé polovině sezóny, jeho dopad na passovou hru Redskins je nezpochybnitelný a v deseti utkáních zaznamenává 44 zachycených přihrávek pro 633 yardů, 4 touchdowny. Před startem ročníku 2013 si doléčuje všechna zranění a následně nastupuje do všech šestnácti utkání, ve kterých zaznamená 113 zachycených přihrávek (rekord Redskins) pro 1346 yardů (osobní rekord) a 5 touchdownů. V sezóně 2014 přichází pokles výkonnosti nezpůsobený ani tak Garçonem samotným, jako spíše problémy Redskins s pozicí Quarterbacka. Výsledkem je 68 zachycených přihrávek pro 752 yardů a 3 touchdowny.